# 长白街道
长白街道，是中华人民共和国辽宁省沈阳市和平区下辖的一个乡镇级行政单位。

## 行政区划
长白街道下辖以下地区：
天河社区、万科城社区、格林生活坊社区、长白苑社区、金沙湾社区、新加坡城社区、翡翠城社区、鹿特丹社区、马总社区、龙湖社区、幸福里社区、和盛社区、胜利社区、沙岗社区、夹河社区和汇锦社区。